# Битва при Макри-Плаги
Битва при Макри-Плаги (греч. Μάχη του Μακρυπλαγίου) — битва, произошедшая весной 1264 года при Макри-Плаги (перевал, соединяющий Мессению с окрестностями Мегалополиса) между войском Византийской империи под командованием Алексея Филеса и паракимомена Иоанна Макриноса и армией Ахейского княжества под руководством Гильома II Виллардуэна и его помощника Анселена де Туси.

## Предыстория
Незадолго до битвы Константин Палеолог перестал платить турецким наёмникам, вследствие чего они покинули византийскую армию и предложили свои услуги Гильому II Виллардуэну. Это дало армии франков численное преимущество.
Тем временем Константин Палеолог, деморализованный переходом турецких наёмников к Ахейскому княжеству, покинул византийскую армию и уехал в Константинополь. Главнокомандующими византийской армией на Пелопоннесе стали паракимомен Иоанн Макринос и великий доместик Алексей Филес.
В то же время во франкской армии прошёл военный совет. Турки хотели сразу же атаковать византийскую армию. Один из военачальников армии Ахейского княжества Анселен де Туси доложил, что, по сообщению его шпиона, византийцы устроили засаду для франкской армии на перевале Макри-Плаги. Согласно греческой версии — хронике Мореи — де Туси также предложил разделить войско на три части: первой линией командует он сам, вторую линию составляют турецкие наёмники, третью линию возглавляет Гильом Виллардуэн. Однако согласно Арагонской версии хроники первую линию составили турки во главе с Анселеном де Туси, второй линией командовал Ги де Тремулле, третью же линию возглавил Гильом II Виллардуэн.

## Сражение
Согласно греческой версии хроники, когда первая линия франков прибыла на место сражения и начала подниматься по склону холма, она была внезапно атакована численно превосходящими греческими войсками во главе с военачальником Алексеем Кабалларием. В результате этой атаки воины Ахейского княжества вынуждены были отойти на 200 метров, после чего византийцы начали обстреливать солдат Анселена де Туси из луков (или арбалетов). Сам Анселен де Туси произнёс своим солдатам ободряющую речь и попытался перейти в контратаку. К тому времени к отряду Алексея Кабаллария подошло подкрепление, и атака франков была вновь отбита. Но когда солдаты Ахейского княжества пошли в третью атаку, византийцы поддались панике. Кроме того, на помощь Анселену де Туси прибыли турки, которые начали преследовать противника. Остальные византийские части, которые не принимали участия в битве, также бежали.
Описание битвы Арагонской версией хроники выглядит более достоверно, чем ход событий, изложенный в греческой версии. Согласно Арагонской версии, когда первую линию франков атаковал из засады отряд византийцев, Анселен де Туси призвал турок сражаться и те, видя храбрость своего командующего, смогли выдержать атаки противника. Вскоре к франкам прибыла вторая линия войска Ахейского княжества, и отряд византийцев был разбит. Тогда на помощь своему разбитому отряду подошёл Алексей Филес с остальным войском. Но после прибытия на поле боя третьей линии во главе с Гильомом II Виллардуэном византийцы были побеждены.

## Последствия
Разгром византийской армии был полным: было взято в плен 5384 человека (5030 простых солдат и мелких архонтов и 354 архонта более высокого ранга), включая византийских военачальников Алексея Филеса, Макриноса и Алексея Кабаллария. Алексей Кабалларий и Макринос вскоре были освобождены во время обмена пленными между Византией и Ахейским княжеством, Алексей Филес умер в плену в замке Клермон.
После поражения при Макри-Плаги у византийцев больше не осталось значительных сил для защиты своих владений на Пелопоннесе от Ахейского княжества. Пользуясь благоприятным моментом, Гильом II Виллардуэн начал наступление на византийские крепости в юго-восточной Морее, которое, однако, было сорвано восстанием греков в тылу войска Ахейского княжества.

### Комментарии
1. ↑  Существует мнение, что этим шпионом был Макринос[8]